# Charles Cruchon
Charles Cruchon (París, 20 de marzo de 1883-París, 28 de febrero de 1956) fue un ciclista francés que fue profesional entre 1908 y 1914. No obtuvo ninguna victoria destacada, pero el 1910 acabó 5è al Tour de Francia y el 1911, séptimo.

## Palmarés
- 1907
  - 1.º de la Vuelta en Bélgica amateur y vencedor de una etapa
- 1908
  - 12.º en la París-Bruselas
- 1909
  - 7.º en la París-Bruselas
- 1910
  - 6 ºen la París-Bruselas
- 1911
  - 8.º en la París-Tours

### Resultados al Tour de Francia
- 1908. Abandona (6.ª etapa)
- 1909. Abandona (12.ª etapa)
- 1910. 5.º de la clasificación general
- 1911. 7.º de la clasificación general
- 1912. Abandona (5.ª etapa)
- 1913. Abandona (3.ª etapa)
- 1914. 35.º de la clasificación general